# ارتش فیلیپین
ارتش فیلیپین (انگلیسی: Philippine Army) اصلی‌ترین، قدیمی‌ترین و بزرگترین شاخه نیروهای مسلح فیلیپین (AFP)، مسئول جنگ‌های زمینی است و در حال حاضر قدرت تخمینی بیش از ۱۰۰۰۰۰ سرباز با پشتیبانی ۱۲۰٬۰۰۰ ذخیره آماده دارد.